# Lac de Mauvoisin
Der Lac de Mauvoisin ist ein Stausee, der zuhinterst im Val de Bagnes im Südwesten des Schweizer Kantons Wallis liegt. Neben der Energienutzung schützt der Stausee das Val de Bagnes vor Flutwellen, die durch Abbrüche des Giétrozgletschers verursacht werden können.

## Lage

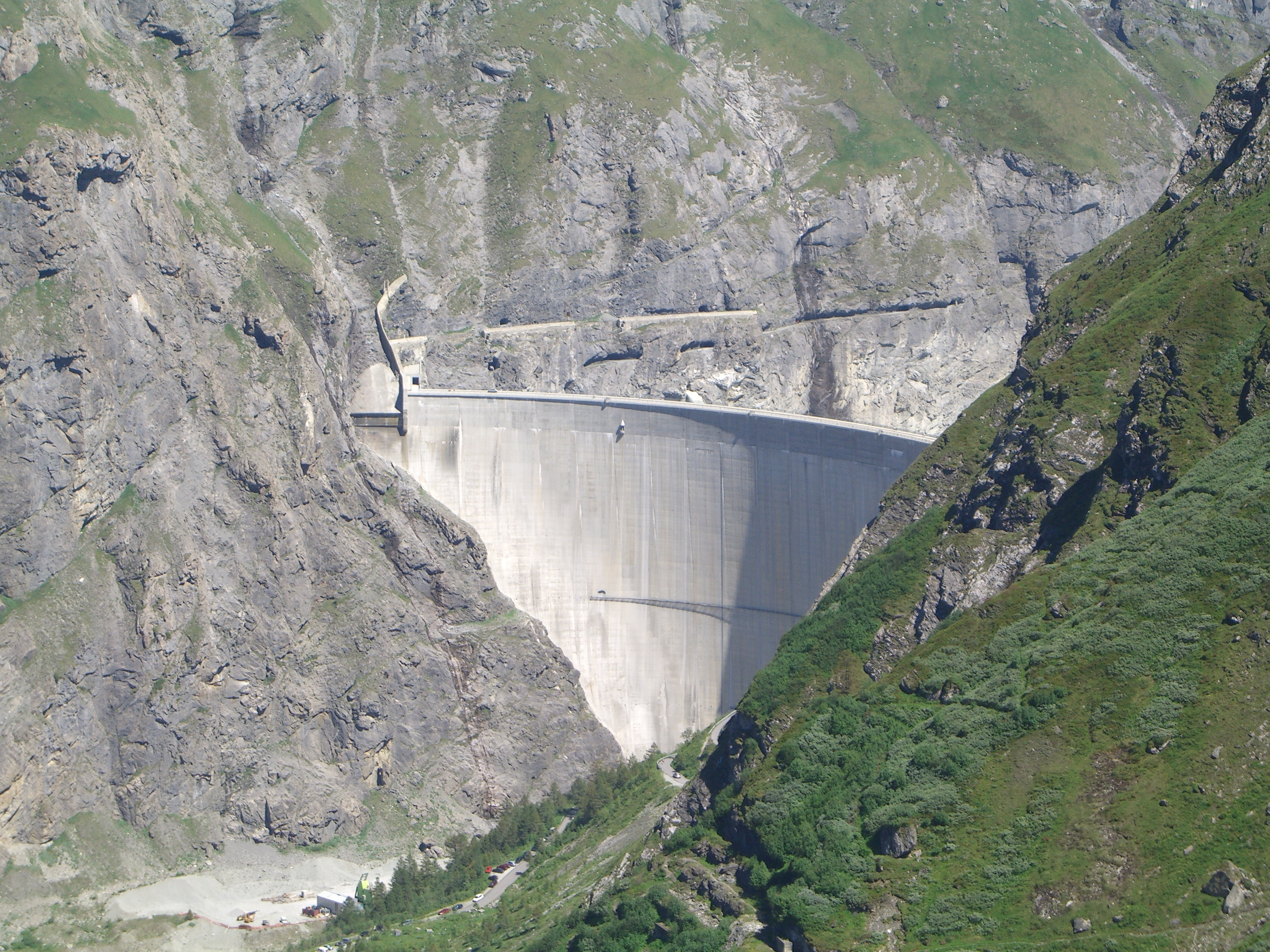
Blick auf die Staumauer

Der Speichersee mit einer Fläche von 2,08 km² hat eine Länge von 4,9 km, eine Breite von durchschnittlich 500 m und liegt auf 1975 m ü. M. im Einzugsgebiet der Dranse de Bagnes. Er befindet sich in einem tiefen Tal, umgeben von den hohen, vergletscherten Berggipfeln der Walliser Alpen. Westlich des Sees steht der 4314 m hohe Grand Combin, im Osten erhebt sich die Ruinette (3875 m). Das Einzugsgebiet des Lac de Mauvoisin ist 114 km² gross. Dazu gehören mehrere Gletscher, der Giétrozgletscher, der Brenaygletscher, der Otemmagletscher und der Mont-Durand-Gletscher. Im offeneren Talabschluss im Süden steht die SAC-Hütte Cabane de Chanrion.

## Geschichte
Der Verfechter der Nutzung der Wasserkräfte im Val de Bagnes war der aus dem Tal stammende Bau- und Elektroingenieur Albert Maret, der bei Brown, Boveri & Cie. (BBC) in Baden arbeitete. Zwischen 1945 und 1949 gelang es ihm, von den verschiedenen betroffenen Gemeinden Konzessionen zu erhalten, wobei er teilweise in harter Konkurrenz zum Projekt der Erweiterung des Lac des Dix stand.
Im September 1947 wurde die Forces Motrices de Mauvoisin SA (abgekürzt FMMSA, deutsch: Kraftwerke Mauvoisin AG) gegründet für die Nutzung der Wasserkräfte der Dranse de Bagnes. An der Gesellschaft waren neben Albert Maret selbst die Credit Suisse, BBC und Elektrowatt beteiligt.
Der Kraftwerkbau begann 1949 mit der Erschliessung von Mauvoisin mittels einer Strasse von Fionnay aus. Die Staumauer wurde von 1951 bis 1957 nach Plänen von Alfred Stucky gebaut.  
Die Staumauer hatte ursprünglich eine Höhe von 237 m, wurde aber in den Jahren 1989 bis 1991 um 13,5 m auf 250 m erhöht.  
Mit dem Rückzug des Corbassièregletschers Anfang der 2010er-Jahre wurde die Möglichkeit untersucht, unterhalb des Gletschers das Tal mit einer relativ kleinen Staumauer abzuschliessen, sodass ein Corbassiersee entstehen würde, in dem 50 Mio. m³ eingelagert werden könnten. Neben der Speicherung des Sommerabflusses könnte dieser See auch als Oberbecken eines Pumpspeicherkraftwerks Mauvoisin-Corbassière dienen, das die Höhendifferenz zwischen dem neuen See und dem Lac de Mauvoisin ausnützen würde und eine Leistung von 500 MW haben könnte.

## Nutzung
Mit einem Speichervolumen von 210 Mio. m³ ist der Lac de Mauvoisin nach dem Lac des Dix der zweitgrösste Stausee im Wallis. Die Bogenstaumauer ist die höchste in Betrieb stehende Bogenstaumauer Europas, denn die Enguri-Staumauer in Georgien (271,5 m) liegt knapp ausserhalb Europas und die Vajont-Staumauer in Italien (261,6 m) ist ungenutzt. In der Schweiz ist die Staumauer nach derjenigen des Lac de Dix die zweithöchste.  
Neben dem natürlichen Einzugsgebiet werden weitere Seitenbäche der Dranse durch Stollen in den See geleitet. Betreibergesellschaft ist die Forces Motrices de Mauvoisin SA.
Durch einen Stollen wird Wasser des Lac de Mauvoisin zur Kavernenzentrale Fionnay (138 MW) geleitet, dort turbiniert und dann in ein Ausgleichsbecken weitergegeben. Von diesem Becken führt ein 15 km langer Stollen ins Rhônetal. Dieses Wasser wird in der Zentrale Riddes (225 MW) turbiniert. Zum Speichersystem gehören auch die Anlage Chanrion (28 MW) südlich des Lac de Mauvoisin und das Nebenkraftwerk Champsec (5 MW) weiter talabwärts im Val de Bagnes. Die gesamte Generatorleistung macht demnach 396 MW aus, das Regelarbeitsvermögen beträgt jährlich rund 1000 GWh.
| Zentrale  | Turbine           | mittlere Nutz- gefälle (m) | Inbetrieb- nahme | Energie in GWh (pro Jahr) | Engpassleistung (MW) |
| --------- | ----------------- | -------------------------- | ---------------- | ------------------------- | -------------------- |
| Chanrion▼ | 1 × Doppel-Pelton | 347                        | 1964             | 72                        | 28                   |
| Fionnay▼  | 3 × Francis       | 378                        | 1958             | 286                       | 138                  |
| Riddes▼   | 5 × Doppel-Pelton | 950                        | 1956             | 668                       | 225                  |
| Champsec▼ | 3 × Francis       | 535                        | 1930             | 11                        | 5,5                  |
|           |                   |                            | Total            | 1037                      | 397                  |